# Айсинг (хокей)
Айсинг — це порушення, яке відбувається, коли гравець кидає, або відбиває шайбу зі своєї половини (через центральну червону лінію) льоду за лінію воріт команди суперника, не забиваючи гол.
Правило айсингу має чотири варіанти: айсингу з дотиком, без дотику, автоматичного айсингу та гібридного айсингу. Багато професійних ліг використовують гібридний глазур, тоді як багато аматорських ліг у всьому світі використовують безконтактний або автоматичний глазур.

## опис
Айсинг — це порушення правил хокею. Це відбувається, коли гравець кидає, б’є рукою, або відхиляє шайбу за центральну червону лінію та червону лінію воріт протилежної команди в такому порядку, і шайба залишається недоторканою, але гол не забивається. Основна мета правила полягає в тому, щоб запобігти затримці гри командою, що захищається, порівняно легко відправляючи шайбу на іншу сторону майданчика.